# Симфонія № 96 (Гайдн)
Симфонія № 96, ре мажор Йозефа Гайдна, написана 1792 року, вперше виконана у травні 1792 в Лондоні.
Структура:
1. Adagio, 3/4 — Allegro, 3/4
2. Andante, 6/8 in G major
3. Menuetto: Allegretto, 3/4
4. Finale: Vivace, 2/4

## Ноти і література
- Symphony No. 96: Ноти на сайті International Music Score Library Project.
- Robbins Landon, H. C. (1976) Haydn: Chronicle and Works, Volume II. Bloomington: Indiana University Press.